# Porotrichum vancouveriense
Porotrichum vancouveriense là một loài rêu trong họ Neckeraceae. Loài này được (Kindb.) H.A. Crum mô tả khoa học đầu tiên năm 1987.